# Кинули
Это статья о животном; о повести см.: «Кинули».
Ки́нули (20 апреля 1935, Московский зоопарк — 13 ноября 1946, там же) — самая известная львица в истории Московского зоопарка и знаменитая воспитанница руководительницы площадки молодняка писательницы Веры Чаплиной. Героиня одноименной повести.

## Биография
От неё отказалась мать (отсюда — кличка, придуманная Чаплиной), и львёнок должен был погибнуть. В зоопарке в тот момент не было условий для выхаживания львёнка, и Чаплина решилась взять Кинули к себе домой, в комнату коммунальной квартиры дома № 16 по Большой Дмитровке. Этот уникальный эксперимент (за много лет до Берберовых) продолжался с конца апреля 1935 года по май 1936 года, когда годовалую львицу перевезли обратно в зоопарк. Для выкармливания Кинули Вера Чаплина взяла из зоопарка домой шотландскую овчарку Пери, и, хотя молока у собаки в это время не было, она согревала и вылизывала львенка и стала для него «приемной матерью». Кинули настолько привязалась к Пери, что в зоопарке их разместили вместе, и это сгладило непростую психологическую адаптацию совершенно ручной домашней львицы в непривычной обстановке вольера. Кроме того, в первое лето Кинули и Пери жили в специально оборудованном для них домике на территории Площадки молодняка, чтобы львица могла как можно чаще видеть свою воспитательницу. Осенью, когда Вера Чаплина отсутствовала в зоопарке несколько недель, Кинули регулярно навещали муж и брат писательницы.
И все же переход к обычной зоопарковской жизни оказался для Кинули очень длительным. В ноябре 1936 года «Вечерняя Москва» сообщала: «Крупные хищники зоопарка уже переехали на зимние квартиры. 30 октября поле капитального ремонта открылось зимнее помещение львов, тигров, леопардов и других зверей. Нет там только «Кинули». Молодая львица, выросшая на квартире В. В. Чаплиной, не хочет жить в клетке. Ее пробовали приучать — ничего не вышло. Попадая в непривычные условия, «Кинули» проявляла нервозность и часто объявляла «голодовку». Пришлось на зиму отвести львице обыкновенную жилую комнату. Зимняя квартира «Кинули» находится на втором этаже павильона «попугайник». В комнате тепло, здесь — центральное отопление, пол устлан линолеумом. Посетители зоопарка до весны не смогут увидеть львицы, так как комната совершенно не приспособлена для показа хищника…». Летом Кинули и Пери опять размещали в отдельном загоне с домиком при площадке молодняка. И лишь осенью 1938 года львицу перевели в обычные для всех хищников зоопарка условия: «…Молодой львице “Кинули”, выросшей на квартире научного сотрудника зоопарка тов. Чаплиной, уже 3 ½ года. В прошлые годы зимой посетители не имели доступа к ней: непривыкшую к клетке львицу держали в жилом помещении. Сейчас “Кинули” впервые перевели в клетку львятника. Вместе с львицей находится ее бывшая “кормилица” — собака “Пери”...».
Во время пребывания в коммунальной квартире Кинули перенесла тяжёлое заболевание, нервную чуму, и помощь большинства жильцов квартиры помогла Чаплиной выходить и поставить на ноги столь необычную пациентку. О воспитании, болезни и приключениях Кинули писали газеты и снимались фильмы, её снимали известные фотографы (М. Марков-Гринберг, Э. Евзерихин, С. Гурарий), необычное имя львицы знали по всей стране и за рубежом. Читатели присылали Кинули многочисленные письма, а конверты нередко подписывали так: «Московский зоопарк, Кинули Чаплиной». В декабре 1935 г. американская «The Christian Science Monitor» публикует статью о Вере Чаплиной и Кинули: «Lions and Lambs in Moscow», в марте 1939 года в парижской газете «Ce Soir» выходит статья Чаплиной «Мой друг Кинули. Львица, которую я воспитала». Вера Чаплина написала о ней документальную повесть «Кинули», многократно изданную в Советском Союзе и переведённую на многие иностранные языки.
Во время Великой Отечественной войны Вера Чаплина уехала с частью животных Московского зоопарка в эвакуацию в Свердловск. Кинули оставалась в Москве. В конце сентября 1941 года «Вечерняя Москва» сообщала: «…львица “Кинули” и ее бывшая кормилица “Пери” демонстрируются в своей постоянной клетке в львятнике…». Но через некоторое время Пери умерла, и Кинули осталась одна. В 1943 году Чаплина вернулась из эвакуации в Московский зоопарк, и произошла ее встреча с львицей — она ярко описана в повести «Кинули». 
В начале 1946 года Вера Чаплина ушла из Московского зоопарка, полностью перейдя на литературную работу. Львица Кинули умерла 13 ноября 1946 года.

## Избранная фильмография
- «Кинули» — научно-популярный фильм, 1 часть. Мостехфильм, 1935, режиссёр Борис Павлов, сценарист Вера Чаплина[6], оператор Андрей Глазов, музыкальное оформление Г. Березовский
- «Кинули дома у Чаплиной» — фрагмент сборника «Совкиножурнал» № 16, 1936 г., режиссёр Л. И. Степанова[7] (съемки начала марта 1936 г. в комнате коммунальной квартиры, где львица жила в семье Чаплиной)
- «Как вырастили львёнка без матери» — диафильм, 45 кадров. Фабрика № 5 треста Союзтехфильм, 1936 г., составители В. С. Арнольд, В. В. Чаплина
- «Проказы Кинули» — диафильм, 45 кадров. Фабрика № 5 треста Союзтехфильм, 1936 г., составители В. С. Арнольд, В. В. Чаплина